# Dana DeLorenzo

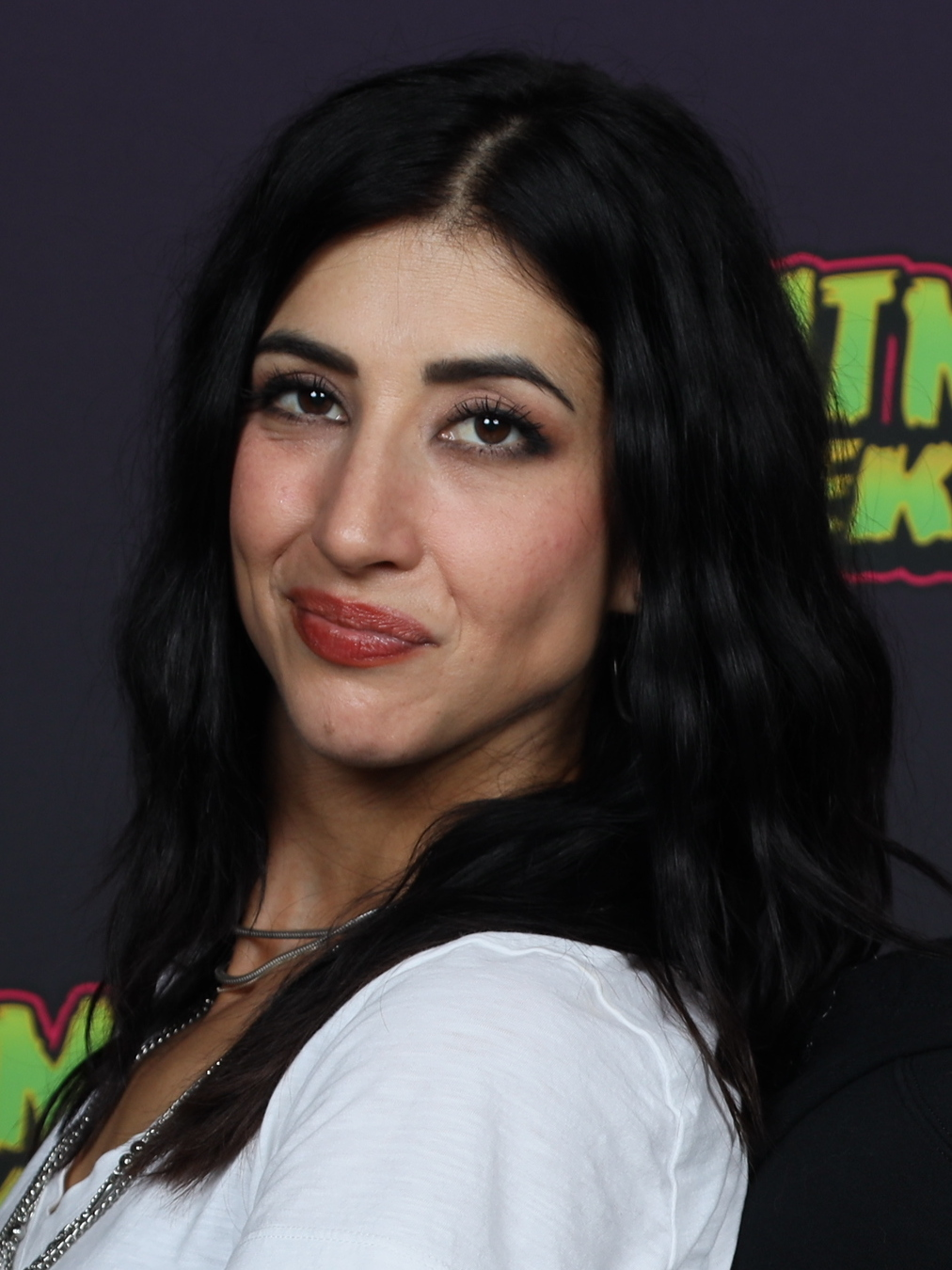
Dana DeLorenzo, 2023

Dana DeLorenzo (* 1. Januar 1983 in Youngstown, Ohio) ist eine US-amerikanische Schauspielerin und Komikerin.

## Leben
DeLorenzo graduierte 2005 an der DePaul University in Chicago mit einem Abschluss in Medienkommunikation.
DeLorenzo begann als Kind mit Radiowerbung für ein Bekleidungsgeschäft, das ihrem Vater gehörte. Ihren ersten bezahlten Auftritt als Schauspielerin trat sie in einer wöchentlichen Kabarett-Dinner-Show im Alter von elf Jahren an. DeLorenzo arbeitete als Produzentin und parodierte ein paar Jahre lang Marissa Sanchez in der landesweit ausgestrahlten Radioshow Mancow’s Morning Madhouse. Sie war auch regelmäßig in der Late-Night-Show von Craig Ferguson bei CBS als Beth aktiv.
Internationale Bekanntheit erlangte sie durch das Mitwirken in der Serie Ash vs Evil Dead.

## Filmografie (Auswahl)
- 2012: The Late Late Show with Craig Ferguson (Talkshow, 41 Folgen)
- 2014: Californication (Fernsehserie, eine Folge)
- 2015: Barely Famous (Fernsehserie, zwei Folgen)
- 2015: Impress Me (Fernsehserie, zwölf Folgen)
- 2015–2018: Ash vs Evil Dead (Fernsehserie, 30 Folgen)
- 2018: Will & Grace (Fernsehserie, eine Folge)
- 2019: Perpetual Grace, LTD  (Fernsehserie, sechs Folgen)
- 2020: Friendsgiving
- 2023: Tacoma FD (Fernsehserie, eine Folge)
- 2025: 9-1-1: Lone Star (Fernsehserie, eine Folge)